# Otoferlina
L'otoferlina és una proteïna que en humans està codificada pel gen OTOF. Està implicat en la fusió de la membrana de les vesícules, i les mutacions en el gen OTOF s'associen amb una forma genètica de sordesa.

## Funció
Hi ha dues formes de proteïna otoferlina. La forma curta de la proteïna té tres dominis C2 i un domini transmembrana carboxi-terminal únic que es troba també en el factor d'espermatogènesi de Caenorhabditis elegans FER-1 i la disferlina humana. La forma llarga té sis dominis C2.
La disferlina i la mioferlina són proteïnes que es troben en humans que són homòlogues a l'otoferlina. Tant la disferlina com la mioferlina tenen set dominis C2. Un domini C2 és un domini estructural de proteïnes implicat en l'orientació de proteïnes a les membranes cel·lulars.
C2A en la forma més llarga d'otoferlina, amb sis dominis C2, és estructuralment similar a la disferlina C2A. Tanmateix, el bucle 1 al lloc d'unió de calci (Ca 2+ ) de l'otoferlina C2A és significativament més curt que el bucle homòleg als dominis de disferlina i mioferlina C2A. Per tant, és incapaç d'unir-se al calci. L'otoferlina C2A tampoc és capaç d'unir-se als fosfolípids i, per tant, es diferencia estructuralment i funcionalment d'altres dominis C2. No obstant això, l'homologia suggereix que aquesta proteïna pot estar implicada en la fusió de la membrana de la vesícula .
Similar a la disferlina i la mioferlina, l'otoferlina té un domini FerA i s'ha demostrat que el seu domini FerA interacciona amb lípids zwitteriònics de manera dependent del calci i amb lípids carregats negativament de manera independent del calci. La càrrega estimada del domini FerA entre les proteïnes de ferlina varia significativament. A pH 7, la càrrega estimada de la disferlina és de -8,4 mentre que l'otoferlina FerA és de +8,5. S'han trobat diverses variants de transcripció que codifiquen múltiples isoformes per a aquest gen.

## Paper en la sordesa
Les mutacions en el gen que codifica l'otoferlina són una causa d'una sordesa recessiva no sindròmica neurosensorial, DFNB9. El diagnòstic s'identifica mitjançant proves genètiques moleculars.
A l'octubre de 2023 s'han anunciat dos petits assaigs clínics per a una teràpia gènica que restaura l'Otoferlin defectuosa mitjançant un virus adenoassociat (AAV). Les dues teràpies gèniques experimentals són AAVAnc80-hOTOF i DB-OTO.